# Samson (del av en befolkad plats)
Samson är en del av en befolkad plats i Australien. Den ligger i kommunen Fremantle och delstaten Western Australia, omkring 14 kilometer sydväst om delstatshuvudstaden Perth. Antalet invånare är 1 978.
Runt Samson är det tätbefolkat, med 383 invånare per kvadratkilometer.. Närmaste större samhälle är Perth, omkring 14 kilometer nordost om Samson. 
Runt Samson är det i huvudsak tätbebyggt. Genomsnittlig årsnederbörd är 1 018 millimeter. Den regnigaste månaden är maj, med i genomsnitt 176 mm nederbörd, och den torraste är februari, med 9 mm nederbörd.